# Cazador de demonios
Cazador de demonios es una película slasher mexicana de 1983, dirigida y escrita por Gilberto de Anda.

## Argumento
Municipio de Creel, Chihuahua, México. Aguilar, el jefe de policía, investiga el asesinato de un anciano brujo de la tribu amerindia de los Yaqui. 
En el pueblo se rumorea que el espíritu del anciano regresará de ultratumba para vengar su muerte transformado en un nahual, un ser demoníaco del folklore indio. Durante la primera luna llena tras el crimen del brujo indio, aparece despedazado el cadáver del principal sospechoso del asesinato, lo que aumenta la inquietud de los supersticiosos. Aguilar se reúne con José Luis, médico del pueblo, y al padre Martín, sacerdote del lugar, quien buscará en viejos libros de ocultismo un ritual que les ayude a combatir al abominable ser. Un día después, una familia al completo aparece asesinada. El presidente del municipio exige a Aguilar que encuentre al responsable o renuncie a su puesto.

## Reparto
- En orden por créditos[1]

- Rafael Sánchez Navarro	... José Luis
- Tito Junco	... Padre Martín
- Roxana Chávez ... Rosa
- Roberto Montiel ... Aguilar
- Rubi Re ... Carmen (como Ruby Re)
- Andrés García Jr. ... Lupe (como Andrés García hijo)
- Francisco Carreto	... Chema (como Pancho Carreto)
- Rigoberto Carmona ... Turrubiates
- José L. Murillo ... Victorio
- Guillermo de Alvarado ... Cirilo (como Memo de Alvarado)
- Luis Guevara ... Rufino
- José Tablas ... Tobias, el brujo
- Marcos de Anda	... Juanito
- Jorge Russek ... Rastreador
- Valentín Trujillo ... Herrero
- Andrés García ... Melquiades Franco
- Fidel Abrego ... La Víctima
- Juan Duarte ... La Bestia